# Community Shield 2006
La Community Shield 2006 fue la edición Nº 84 de la competición, fue disputada entre el campeón de la Premier League 2005/06, el Chelsea y el campeón de la FA Cup 2005-06, el Liverpool.
El partido se disputó el 13 de agosto de 2006, en el Millennium Stadium (debido a las obras en el nuevo Wembley) ante 56.275 espectadores.
El encuentro finalizó 1-2, así el título se lo adjudicó el Liverpool consiguiendo su trofeo nº 15 en esta competición inglesa.

## Community Shield 2006

### Equipos
| Chelsea   |  | Bandera de Inglaterra |  | Campeón de la Premier League (2005/06) |
| Liverpool |  | Bandera de Inglaterra |  | Campeón de la FA Cup (2005-06)         |

### Partido
| CHELSEA:      |    |                       |     |     |
|               |    |                       |     |     |
| POR           | 23 | Carlo Cudicini        |     |     |
| DEF           | 14 | Geremi                |     | 53' |
| DEF           | 26 | John Terry            |     |     |
| DEF           | 6  | Ricardo Carvalho      |     |     |
| DEF           | 20 | Paulo Ferreira        |     | 81' |
| MED           | 13 | Michael Ballack       | 7'  | 26' |
| MED           | 5  | Michael Essien        |     | 80' |
| MED           | 8  | Frank Lampard         | 15' |     |
| MED           | 16 | Arjen Robben          |     | 62' |
| DEL           | 7  | Andriy Shevchenko     |     |     |
| DEL           | 11 | Didier Drogba         |     | 71' |
| Banquillo:    |    |                       |     |     |
| DEF           | 18 | Wayne Bridge          |     | 53' |
| DEF           | 44 | Michael Mancienne     |     | 80' |
| MED           | 12 | John Obi Mikel        |     | 81' |
| MED           | 19 | Lassana Diarra        | 68' | 62' |
| MED           | 24 | Shaun Wright-Phillips |     | 71' |
| DEL           | 21 | Salomon Kalou         |     | 26' |
| Entrenador:   |    |                       |     |     |
| José Mourinho |    |                       |     |     |

| LIVERPOOL:     |    |                         |     |     |
|                |    |                         |     |     |
| POR            | 25 | José Manuel Reina       |     |     |
| DEF            | 3  | Steve Finnan            |     |     |
| DEF            | 23 | Jamie Carragher         |     |     |
| DEF            | 5  | Daniel Agger            |     |     |
| DEF            | 6  | John Arne Riise         |     |     |
| MED            | 16 | Jermaine Pennant        |     | 60' |
| MED            | 22 | Mohamed Sissoko         |     |     |
| MED            | 32 | Boudewijn Zenden        |     | 60' |
| MED            | 11 | Mark González           |     | 56' |
| DEL            | 10 | Luis Garcia             |     | 66' |
| DEL            | 15 | Peter Crouch            |     | 89' |
| Banquillo:     |    |                         |     |     |
| DEF            | 12 | Fábio Aurélio           |     | 56' |
| MED            | 8  | Steven Gerrard          |     | 60' |
| MED            | 14 | Xabi Alonso             | 61' | 60' |
| DEL            | 17 | Craig Bellamy           |     | 66' |
| DEL            | 24 | Florent Sinama-Pongolle |     | 89' |
| Entrenador:    |    |                         |     |     |
| Rafael Benítez |    |                         |     |     |

|  | 44' | Andriy Shevchenko | 1-1 |

|  | 9'  | John Arne Risse | 0-1 |
|  | 80' | Peter Crouch    | 1-2 |

| CHELSEA:      |    |                       |     |     |
|               |    |                       |     |     |
| POR           | 23 | Carlo Cudicini        |     |     |
| DEF           | 14 | Geremi                |     | 53' |
| DEF           | 26 | John Terry            |     |     |
| DEF           | 6  | Ricardo Carvalho      |     |     |
| DEF           | 20 | Paulo Ferreira        |     | 81' |
| MED           | 13 | Michael Ballack       | 7'  | 26' |
| MED           | 5  | Michael Essien        |     | 80' |
| MED           | 8  | Frank Lampard         | 15' |     |
| MED           | 16 | Arjen Robben          |     | 62' |
| DEL           | 7  | Andriy Shevchenko     |     |     |
| DEL           | 11 | Didier Drogba         |     | 71' |
| Banquillo:    |    |                       |     |     |
| DEF           | 18 | Wayne Bridge          |     | 53' |
| DEF           | 44 | Michael Mancienne     |     | 80' |
| MED           | 12 | John Obi Mikel        |     | 81' |
| MED           | 19 | Lassana Diarra        | 68' | 62' |
| MED           | 24 | Shaun Wright-Phillips |     | 71' |
| DEL           | 21 | Salomon Kalou         |     | 26' |
| Entrenador:   |    |                       |     |     |
| José Mourinho |    |                       |     |     |

| LIVERPOOL:     |    |                         |     |     |
|                |    |                         |     |     |
| POR            | 25 | José Manuel Reina       |     |     |
| DEF            | 3  | Steve Finnan            |     |     |
| DEF            | 23 | Jamie Carragher         |     |     |
| DEF            | 5  | Daniel Agger            |     |     |
| DEF            | 6  | John Arne Riise         |     |     |
| MED            | 16 | Jermaine Pennant        |     | 60' |
| MED            | 22 | Mohamed Sissoko         |     |     |
| MED            | 32 | Boudewijn Zenden        |     | 60' |
| MED            | 11 | Mark González           |     | 56' |
| DEL            | 10 | Luis Garcia             |     | 66' |
| DEL            | 15 | Peter Crouch            |     | 89' |
| Banquillo:     |    |                         |     |     |
| DEF            | 12 | Fábio Aurélio           |     | 56' |
| MED            | 8  | Steven Gerrard          |     | 60' |
| MED            | 14 | Xabi Alonso             | 61' | 60' |
| DEL            | 17 | Craig Bellamy           |     | 66' |
| DEL            | 24 | Florent Sinama-Pongolle |     | 89' |
| Entrenador:    |    |                         |     |     |
| Rafael Benítez |    |                         |     |     |

|  | 44' | Andriy Shevchenko | 1-1 |

|  | 9'  | John Arne Risse | 0-1 |
|  | 80' | Peter Crouch    | 1-2 |

| Campeón Community Shield 2006 |
| ----------------------------- |
| Liverpool 15º título          |

| Predecesor: Community Shield 2005 | Community Shield 2006 | Sucesor: Community Shield 2007 |